# Worlds Collide (2020)
Worlds Collide (2020) est une exhibition évenementielle de catch (lutte professionnelle) produite par la World Wrestling Entertainment (WWE), et diffusée sur le WWE Network. Cet événement met en avant les membres des divisions NXT et NXT UK, les clubs-école de la WWE. L'événement eût lieu le 23 novembre 2019 au Toyota Center à Houston au Texas.

## Contexte
Les spectacles de la World Wrestling Entertainment (WWE) sont constitués de matches aux résultats prédéterminés par les scénaristes de la WWE. Cela est justifié  par des storylines - une rivalité entre catcheurs, la plupart du temps - ou par des qualifications survenues dans les shows de la WWE telles que NXT. Tous les catcheurs possèdent un gimmick, c'est-à-dire qu'ils incarnent un personnage servant de protagoniste (face) ou antagoniste (heel) aux différentes rivalités, et évoluant au fil des rencontres. Un évènement comme NXT TakeOver est donc un évènement tournant pour les différentes storylines en cours,.

## Les matches
| Ordre par numéros | Résultat | Stipulation(s)                                              | Temps |
| --- | --- | ----------------------------------------------------------- | ----- |
| 1P | Kay Lee Ray bat Mia Yim | Match simple                                                | 9:15  |
| 2 | Finn Bálor bat Ilja Dragunov | Match simple                                                | 14:00 |
| 3 | Jordan Devlin bat Angel Garza (c), Isaiah "Swerve" Scott et Travis Banks                                                                                  | Match "Fatal-4-Way" pour le Championnat Poids-Moyens de NXT | 12:05 |
| 4 | #DIY (Johnny Gargano et Tommaso Ciampa) battent Moustache Mountain (Trent Seven et Tyler Bate)                                                            | Match par équipe                                            | 22:55 |
| 5 | Rhea Ripley (c) bat Toni Storm | Match simple pour le Championnat féminin de NXT             | 10:15 |
| 6 | Imperium (Walter, Fabian Aichner, Marcel Barthel et Alexander Wolfe) battent The Undisputed Era (Adam Cole, Bobby Fish, Kyle O'Reilly et Roderick Strong) | Match à 8 par équipes                                       | 29:50 |
| La lettre C placée entre parenthèses désigne la personne ou l’équipe championne en titre. P – indique que le match a eu lieu lors du pré-show | |                                                             |       |